# Bello (Espanha)
Bello é um município da Espanha na província de Teruel, comunidade autónoma de Aragão. Tem 51 km² de área e em 2021 tinha 224 habitantes (densidade: 4,4 hab./km²).

## Demografia
| Variação demográfica do município entre 1991 e 2004 | Variação demográfica do município entre 1991 e 2004 | Variação demográfica do município entre 1991 e 2004 | Variação demográfica do município entre 1991 e 2004 |
| --------------------------------------------------- | --------------------------------------------------- | --------------------------------------------------- | --------------------------------------------------- |
| 1991                                                | 1996                                                | 2001                                                | 2004                                                |
| 474                                                 | 411                                                 | 369                                                 | 351                                                 |